# Phyllophorus
Phyllophorus is een geslacht van zeekomkommers, en het typegeslacht van de familie Phyllophoridae. De wetenschappelijke naam van het geslacht werd in 1840 voorgesteld door Adolph Eduard Grube. In de protoloog plaatste hij in het geslacht als enige soort Phyllophorus urna, die daarmee automatisch de typesoort werd.

## Soorten
Ondergeslacht Isophyllophorus
- Phyllophorus orientalis Liao & Pawson, 2001

Ondergeslacht Phyllonovus
- Phyllophorus anomalia Cherbonnier, 1988

Ondergeslacht Phyllophorus
- Phyllophorus calypsoi Cherbonnier, 1954
- Phyllophorus granulatus (Grube, 1840)
- Phyllophorus maculatus Liao, Pawson & Liu, 2007
- Phyllophorus pedinaequalis Cherbonnier, 1969
- Phyllophorus urna Grube, 1840

Ondergeslacht Phyllothuria
- Phyllophorus cebuensis (Semper, 1867)
- Phyllophorus celer Koehler & Vaney, 1908
- Phyllophorus discrepans (Sluiter, 1901)
- Phyllophorus donghaiensis Liao & Pawson, 2001
- Phyllophorus hypsipyrgus (Von Marenzeller, 1881)
- Phyllophorus mammulus Cherbonnier, 1965
- Phyllophorus ordinatus Chang, 1935

Ondergeslacht Urodemella
- Phyllophorus brocki Ludwig, 1888
- Phyllophorus holothurioides Ludwig, 1875
- Phyllophorus proteus Bell, 1884
- Phyllophorus tenuis Haacke, 1880

niet in een ondergeslacht geplaatst
- Phyllophorus dubius (Bedford, 1899)
- Phyllophorus exiguus (Cherbonnier, 1988)
- Phyllophorus kungi (O'Loughlin, 2012)

Ondergeslacht Phyllophorella
- Phyllophorus drachi Cherbonnier & Guille, 1968
- Phyllophorus dubius (Cherbonnier, 1961)
- Phyllophorus kohkutiensis Heding & Panning, 1954
- Phyllophorus liuwutiensis Yang, 1937
- Phyllophorus longipedus (Semper, 1867)
- Phyllophorus notialis (O'Loughlin, 2012)
- Phyllophorus perforatus (Clark, 1932)
- Phyllophorus purpureopunctatus (Sluiter, 1901)
- Phyllophorus robustus Heding & Panning, 1954
- Phyllophorus rosetta Thandar, 1994
- Phyllophorus roseus Cherbonnier & Féral, 1981
- Phyllophorus spiculatus Chang, 1935